# Plan de Consolidacion Integral de la Macarena
Der Plan de Consolidacion Integral de la Macarena kurz PCIM (dt.: Plan zur Integralen Konsolidierung der Macarena) ist ein von der kolumbianischen Regierung unter Álvaro Uribe und des US-Militärs entwickelter Plan zur Aufstandsbekämpfung. Er ist gegen die FARC gerichtet und wird seit August 2007 in Serranía de la Macarena, das von der FARC beherrscht wird, ausgeführt.